# 16. сквадрон СААФ
16. сквадрон СААФ (енгл. 16 Squadron SAAF) представља сквадрон јуришних хеликоптера Ваздухопловне силе Јужне Африке (СААФ). Оригинално је формиран у Другом светском рату као поморски патролни сквадрон; међутим, због тог рата расформиран је и реформиран више пута, делујући са разним типовима летелица. Коначно је расформиран у јуну 1945. и није поново успостављан до 1968. као хеликоптерски сквадрон. Крајем 1980-их сквадрон је учествовао у сукобу у Анголи, а потом је опет распуштен 1990. године. Још једном је успостављен, 1999. године, а тренутно делује са јуришним хеликоптером Ројвалк.

## Историја
Сквадрон је формиран 18. септембра 1939. године као сквадрон (ескадрила) Обалске команде са седиштем у Валвис Беју (станица: WVB/FYWB), опремљен са три авиона бившег Саутафрикан ервејза — Јункерс Ју 86З у улози поморског патролног ескадрона.‍:26 Међутим, био је краткотрајан, а до децембра те године постао је Б ескадрила 32. сквадрона.
Сквадрон је поново успостављен у Адис Абеби 1. маја 1941. године, летећи са осам авиона Ју-86З преузетих из 12. сквадрона плус два Мартин Мериленда.‍:245 Расформиран је августа исте године након предаје Италије.
Треће поглавље историје сквадрона из Другог светског рата започело је када је 20. сквадрон, опремљен авионима Мартин Мериленд и Бристол Бофор — учествујући у инвазији Мадагаскара, био окупљен на тај начин. Након успешне инвазије Мадагаскара, сквадрон се преселио у Кенију, где је био опремљен Бристол Бленимом за употребу у улози поморске патроле, враћајући се тако својој првобитној сврси.
У априлу 1943. сквадрон се преселио у Египат и био је опремљен Бристол Бофајтерима за употребу у противподморничким задацима. Наставио је да обавља ову улогу све док није поново расформиран, 15. јуна 1945. године.
16. сквадрон СААФ, стациониран у тадашњој Италији, извршио десетине ваздушних удара на немачке снаге и сараднике у тадашњој Хрватској, Србији, Словенији, Босни и Херцеговини итд., током 1944. и 1945. године. Дана 6. септембра 1944. године 16. сквадрон је бомбардовао Зеницу, с фокусом на мостове.
Прошле су 23 године пре него што је сквадрон поново формиран, овог пута на АФБ Ејстерплату у Кејптауну 1. фебруара 1968. године; био је опремљен вишенаменским хеликоптером Аероспатиале Алоуете III. Годину дана касније преселио се у АФБ Дурбан у Дурбану, с тим да се ту није дуго задржао и коначно се преселио у АФБ Блумспројт у Блумфонтејну током 1972. године. А ескадрила сквадрона пребачена је у АФС Порт Елизабет 1973. године, а његова Б ескадрила прво у АФБ Ејстерплат а затим на АФС Порт Елизабет 1980. године да би се придружила А ескадрили.
Године 1986. сквадрон је добио додатну летелицу, Аероспатиале СА 330 Пума. Током овог периода сквадрон је играо виталну улогу у граничном рату Југозападна Африка / Ангола, а након престанка непријатељстава расформиран је у октобру 1990.
Најновије поглавље у историји 16. сквадрона започело је 28. октобра 1999. године, када је реформисан у АФБ Блумспројту и опремљен новим јуришним хеликоптером Денел Ројвалк, добивши свих 12 наручених. Због сложености интеграције новог типа летелице и стварања и модификовања тактике за употребу првог јуришног хеликоптера СААФ, очекивало се да ће сквадрон постићи потпуну оперативну спремност тек 2008. године. Ово је и даље функционални сквадрон и редовно изводи заједничке вежбе са Јужноафричком војском и другим организованим снагама.
Ројвалк је своју прву борбу имао при подршци Интервентној бригади снага Уједињених нација (ФИБ) у Демократској Републици Конго током 2013. године.